# Giluhepa
Giluhepa —también conocida como Gilu-Hepa, Kilu-Hepa, Kilukhipa, Giluheba o Kirgiba— fue una princesa de Mitanni, hija de Shuttarna II, que se casó con el faraón egipcio Amenhotep III hacia el año 1380 a. C.

## Biografía
El reino de Mitanni era un estado situado en el Norte de Mesopotamia que había conseguido formar y mantener un próspero y naciente imperio durante el siglo XV a. C. No obstante, la política expansionista egipcia, los nuevos reyes guerreros hititas y la prosperidad económica del Imperio babilónico comenzaron a hacer peligrar la estabilidad de aquel país, situado entre tantos fuegos. Debido a sus intereses en Siria, incluso llegó a haber un conflicto armado contra los faraones Thutmose III y Amenhotep II. El rey Shuttarna II decidió dar un giro radical a las relaciones internacionales al asumir el trono, pactando la amistad con Egipto, la potencia a la que consideraba más peligrosa. Sería ya en el reinado de su hijo, Tushratta, en el que esta amistad se llevase al terreno de las alianzas matrimoniales, con el envío de la princesa Giluhepa al harén del joven Amenhotep III.
Giluhepa era la hija de Shuttarna II y la hermana de Tushratta, y llegó a Egipto en el año 10 del reinado de Amenhotep III, cuando él tenía unos dieciocho años. La joven princesa iba acompañada de un séquito de 317 personas, amén de numerosos presentes para el faraón, el hombre más rico y poderoso de su tiempo. El matrimonio fue celebrado enviándose escarabeos a todos los demás pueblos de Oriente Próximo, incluidos los gobernantes de Asiria, Babilonia e incluso los hititas, cuyas relaciones con Egipto y Mitanni no dejaban de tensarse.
Se cree que Giluhepa fue ascendida al rango de Gran Esposa Real, pero, al contrario que la esposa principal de Amenhotep III, la reina Tiy, la mitannia no ocupó un papel determinante en el gobierno, y se limitó a residir en el harén real y a simbolizar la alianza de ambas naciones. Sus huellas se pierden nada más entrar en Egipto, y se llega a pensar que habría muerto antes del año 36 de Amenhotep III, cuando llegó a la corte una nueva princesa mitannia, la joven Taduhepa. En este lapso, Tushratta envió algunas cartas a Amenhotep III donde se quejó por no haber sabido nada de su hermana Giluhepa y solicitaba una estatua suya de oro puro como pago. Las condiciones de vida en los harenes reales no debía ser nada mala, sino todo lo contrario, y aunque no se descarta la posibilidad de que Giluhepa muriese al poco tiempo debido a una enfermedad o a alguna intriga palaciega, bien es posible que tomase un nombre egipcio, diluyéndose para siempre en la historia.
Algunos ven al primogénito de Amenhotep III, el príncipe Thutmosis —quien debía haber reinado como Thutmose V—, como el hijo nacido entre el faraón y la princesa mitannia. Como prueba se indica el hecho de que nunca aparezca como hijo de la reina Tiy y que el nombre de Thutmose se aplicase siempre a los hijos nacidos de una esposa que no ocupaba el cargo de la primera gran esposa real. Ese muchacho, que llegó a la adolescencia, murió a causa de una enfermedad y nunca llegó a reinar.
En cuanto a Giluhepa, es posible que muriese antes de la llegada de Taduhepa. No existe ninguna mención posterior suya, y con casi total seguridad vio el fin de sus días en Egipto sin saber nada más de su Mitanni natal al que, por cierto, le quedaban solo unos pocos años más de existencia como tal.